# Ahmed El Maânouni
Ahmed El Maanouni est réalisateur, scénariste, directeur de la photographie et producteur marocain né en 1944 à Casablanca. Sa filmographie compte l'un des titres les plus emblématiques du cinéma marocain Alyam, Alyam réalisé en 1978, premier film marocain sélectionné au Festival de Cannes. Son second film Transes 1982 devenu un film culte continuellement célébré, restauré par la World Cinema Foundation et présenté par Martin Scorsese au Festival de Cannes Cannes Classics en 2007, est le film marocain le plus largement distribué dans le monde. Son film Les Cœurs brûlés 2007, a remporté le Grand Prix du Festival national du film et a reçu de nombreux prix internationaux. Ses films documentaires traitent de l'histoire coloniale et son impact sur la mémoire marocaine.
Il dirige parallèlement des groupes d’études et des programmes d’enseignement dans le monde. En 2007, Ahmed El Maanouni a été nommé au titre d'officier de l'ordre des Arts et des Lettres.

## Biographie
Ahmed El Maanouni est né en 1944 à Casablanca (Maroc). Après des études en sciences économiques à l'université de Paris-Dauphine et de théâtre à l'Université Internationale du Théâtre de Paris, il entreprend des études de cinéma à l'INSAS de Bruxelles.

## Filmographie
Réalisateur
- 1978 : Alyam, Alyam (aussi scénariste, directeur de la photographie et producteur)
- 1981 : Transes (aussi scénariste, directeur de la photographie)
- 1984 : Les Yeux du golfe (aussi scénariste)
- 1992 : Les Goumiers marocains (aussi scénariste)
- 1999 : La Vie et le règne de Mohamed V (aussi scénariste)
- 2005 : La Fiction du Protectorat dans Maroc-France, une histoire commune 1ère Partie (aussi scénariste et producteur)
- 2006 : Les Résistances dans Maroc-France, une histoire commune 2ème Partie (aussi scénariste et producteur)
- 2006 : Les Nouveaux Défis dans Maroc-France, une histoire commune 3ème Partie (aussi scénariste et producteur)
- 2007 : Les Cœurs brûlés  (aussi scénariste et producteur)
- 2007 : Conversations avec Driss Chraïbi  (aussi scénariste et producteur)
- 2015 : Mohammed V : Les chemins de la liberté (trilogie documentaire) (aussi scénariste)
- 2017 : Fadma (aussi scénariste)
- 2023 : Itto et les pierres tombées du ciel (en développement)
- 2023 : Touria Chaoui, des rèves et des ailes (en développement)

Directeur de la photographie
- 1974 : La Belle Journée de Gilles Moniquet
- 1978 : Une brèche dans le mur de Jillali Ferhati
- 1978 : Alyam, Alyam de Ahmed El Maânouni (aussi scénariste, réalisateur et producteur)
- 1981 : Transes de Ahmed El Maânouni (aussi scénariste et réalisateur)
- 1982 : Illusions de Julie Dash
- 1982 : Queen Lear de Mokhtar Chorfi

Scénariste
- 1978 : Alyam, Alyam (aussi réalisateur, directeur de la photographie et producteur)
- 1981 : Transes (aussi réalisateur, directeur de la photographie)
- 1984 : Les Yeux du golfe (aussi réalisateur)
- 1992 : Les Goumiers marocains (aussi réalisateur)
- 1999 : La Vie et le règne de Mohamed V (aussi réalisateur)
- 2005 : La Fiction du Protectorat dans Maroc-France, une histoire commune 1ère Partie (aussi réalisateur et producteur)
- 2006 : Les Résistances dans Maroc-France, une histoire commune 2ème Partie (aussi réalisateur et producteur)
- 2006 : Les Nouveaux Défis dans Maroc-France, une histoire commune 3ème Partie (aussi réalisateur et producteur)
- 2007 : Les Cœurs brûlés  (aussi réalisateur et producteur)
- 2007 : Conversations avec Driss Chraïbi  (aussi réalisateur et producteur)
- 2015 : Mohammed V : Les chemins de la liberté (trilogie documentaire)
- 2017 : Fadma
- 2023 : Itto et les pierres tombées du ciel (en développement)
- 2023 : Touria Chaoui, des rèves et des ailes (en développement)

Producteur
- 1978 : Alyam, Alyam (aussi scénariste, réalisateur et directeur de la photographie)
- 1981 : Transes (aussi scénariste, réalisateur et directeur de la photographie)
- 2005 : La Fiction du Protectorat dans Maroc-France, une histoire commune 1ère Partie (aussi scénariste et réalisateur)
- 2006 : Les Résistances dans Maroc-France, une histoire commune 2ème Partie (aussi scénariste et réalisateur)
- 2006 : Les Nouveaux Défis dans Maroc-France, une histoire commune 3ème Partie (aussi scénariste et réalisateur)
- 2007 : Les Cœurs brûlés  (aussi scénariste et réalisateur)
- 2007 : Conversations avec Driss Chraïbi  (aussi scénariste et réalisateur)

Acteur
- 1976 : L'Année sainte de Jean Girault, rôle du directeur de l'aéroport de Tanger
- 1978 : Al Kanfoudi de Nabil Lahlou, apparition dans le rôle de l'Intellectuel
- 2007 : Les Anges de Satan, participation exceptionnelle dans le rôle du Wali
- 2011 : Le Retour du fils, apparition dans le rôle de l'avocat

## Récompenses
- Transes (1981) : Prix ESEC Cannes 1981, Prix du public au premier festival national du film Rabat 1982, Premier film choisi et présenté par Martin Scorsese pour inaugurer la World Cinema Foundation, Cannes Classics 2007, sélectionné à Londres, New York, San Francisco, Édimbourg, Taormine.
- Alyam, Alyam (1978) : sélection officielle festival de Cannes, Grand prix du festival de Mannheim, Prix internationaux à Carthage, Ouagadougou, Taormine, Namur, Locarno, Damas, Bombay, Sydney, Londres, Los Angeles, Chicago.
- Les Cœurs brûlés  (2007) : Grand Prix du Festival national du film (Maroc), Prix de la critique du festival national du film (Maroc) Prix du Meilleur Son du festival national du film (Maroc), Prix de la Meilleure Photographie du Festival international du film de Dubaï, Prix du Meilleur Réalisateur du festival du film d'Oran, Prix de Bronze du Festival du film de Damas, Prix Spécial du Jury et Prix du Public du Festival Méditerranéen du film de Tétouan.
- FADMA : Prix de la Réalisation, Festival national du film, Tanger 2017,Prix d'interprétation féminine, Festival des Migrations, Agadir 2017